# مات جونز (لاعب غولف)
مات جونز (بالإنجليزية: Matt Jones)‏ هو لاعب غولف أسترالي، ولد في 19 أبريل 1980 في سيدني في أستراليا.

## وصلات خارجية
- الموقع الرسمي
- مات جونز على موقع رابطة لاعبي الغولف المحترفين (الإنجليزية)
- مات جونز على موقع التصنيف العالمي الرسمي للغولف (الإنجليزية)